# Lee Morin
Pour les articles homonymes, voir Morin.
Lee Miller Emile Morin est un astronaute américain né le 9 septembre 1952 à Manchester, New Hampshire.

## Vols réalisés
Il réalise une unique mission le 8 avril 2002, à bord de STS-110 Atlantis, pour la 13e mission de la navette américaine vers l'ISS. Il a plus de 259 heures dans l'espace à son actif.